# Рениці
Рениці (пол. Renice, нім. Rehnitz) — село в Польщі, у гміні Мислібуж Мисліборського повіту Західнопоморського воєводства.
Населення — 382 особи (2011).
У 1975-1998 роках село належало до Гожовського воєводства.

## Демографія
Демографічна структура станом на 31 березня 2011 року:
|          | Загалом | Допрацездатний вік | Працездатний вік | Постпрацездатний вік |
| -------- | ------- | ------------------ | ---------------- | -------------------- |
| Чоловіки | 202     | 77                 | 108              | 17                   |
| Жінки    | 180     | 35                 | 96               | 49                   |
| Разом    | 382     | 112                | 204              | 66                   |